# Zell am Ziller
Zell am Ziller é um município da Áustria, situado no distrito de Schwaz, no estado do Tirol. Tem 2,42 km² de área e sua população em 2019 foi estimada em 1.702 habitantes.